# Furkroja olbrzymia
Furkroja olbrzymia, również fourcroya olbrzymia, konopie z Mauritiusa (Furcraea foetida (L.) Haw.) – gatunek rośliny z rodziny szparagowatych. Pochodzi z północnej Ameryki Południowej, introdukowany na wszystkich kontynentach poza Antarktydą. W uprawie spotykany w krajach tropikalnych (Mauritius, Reunion, Madagaskar). 

## Morfologia
Bylina podobna do agawy. Liście zebrane są w rozetę, duże, dorastające do 2,5 m długości i 25 cm szerokości, kształtu odwrotnie jajowato-lancetowatego, szorstkie odosiowo, całobrzegie. Kwiaty białawe, zebrany w rozgałęziony kwiatostan, wyrastający na głąbiku, która osiąga wysokość nawet do 10 metrów.  

## Zastosowanie
Rośliny włóknisteRośliny te były historycznie wykorzystywane jako rośliny włókniste. Włókno pozyskiwane z liści można wykorzystać do wyrobu sznurów, tkanin, gobelinów, mat, hamaków i worków. Krótsze włókna nadają się do produkcji pędzli i tapicerki. Do produkcji papieru wykorzystano stare liny i odpady tekstylne.
Rośliny ozdobneFurkroja olbrzymia jest uprawiana jako roślina ozdobna w ogrodach, zwłaszcza jej pstre kultywary. Sadzi się ją również w celu zapobiegania erozji gleby, a także w żywopłotach, aby stworzyć skuteczną barierę przed ludźmi i zwierzętami, na przykład wzdłuż torów kolejowych w Indiach i na Sri Lance. Na Sri Lance sadzi się ją również jako pas przeciwpożarowy. Głąbiki służą do budowy szałasów oraz ogrodzeń.
Rośliny leczniczeWywar z liści stosuje się zewnętrznie w leczeniu reumatyzmu i paraliżu, a wyciąg alkoholowy z liści jest zalecany jako środek moczopędny w przypadku obrzęków. Naparowi z miąższu głąbika przypisuje się leczeniu obrzęków. Sok z liści nakładany jest na ropne rany i stosowany na włosy, aby nadać im połysk i zapobiec wypadaniu włosów. Na Mauritiusie wywar z korzenia jest często spożywany na gorączkę i jest uważany za orzeźwiający. W Portoryko ekstrakty z korzeni są używane jako tonik oczyszczający krew, a suszone liście są używane do kontrolowania obrzęków i przyspieszania gojenia się ran. W Brazylii wywary z korzeni stosuje się jako środek moczopędny i przeciw chorobom wenerycznym, na obrzęki i nowotwory aplikuje się lekko prażone fragmenty liści, a sok z prażonych liści stosuje się na wrzody i rany. Wywar z liści jest stosowany jako środek owadobójczy dla zwierząt domowych. Na Madagaskarze sok z liści jest lokalnie stosowany jako środek owadobójczy przeciwko Trichispa sericea. Liście są również używane jako trucizna dla ryb.
Inne zastosowaniaLiście wykorzystywane są do prania. Jako nawóz stosuje się popiół ze spalonych łodyg.

## Uprawa
Rozmnażanie: z bulwek wyrastających w pachwinach odgałęzień kwiatostanu, które łatwo odpadają i służą do wegetatywnego rozmnażania.